# Luis Manuel Torres
Luis Manuel Torres Salinas ist ein mexikanischer Fußballtrainer und ehemaliger -spieler auf der Position eines Verteidigers. 

## Leben
Torres gehörte zur Meistermannschaft des Deportivo Toluca FC in der Saison 1974/75 und spielte für die Diablos Rojos noch bis zum Ende der Saison 1976/77, als er für die kommende Spielzeit zum Aufsteiger CD Tampico wechselte. 
Ein oder zwei Jahre später wechselte er zum CD Coyotes Neza, der zwischen 1978 und 1988 zehn Jahre lang in der mexikanischen Primera División vertreten war. Zwischen 1980 und 1982 stand er beim Club Atletas Campesinos unter Vertrag, der nur in diesen beiden Spielzeiten erstklassig war. Für die Saison 1982/83 kehrte er nach Tampico zurück und spielte erneut für den Jaiba Brava, der gerade erst in den Tampico-Madero FC umbenannt worden war. 
Anschließend kehrte er zu den Coyotes Neza zurück, wo er nach Beendigung seiner aktiven Laufbahn in den Trainerstab eintrat und die Mannschaft durch die letzten fünf Spiele der Saison 1987/88 führte, nachdem es zur Trennung des Vereins vom vorherigen Cheftrainer Miguel Marín gekommen war. Unter seiner Regie gewannen die Coyotes dreimal und verloren nur ein Spiel. Doch nach dem beeindruckenden 5:0-Sieg gegen die Freseros de Irapuato am 12. Juni 1988, dem letzten Spieltag der Saison, war seine erste Tätigkeit als Cheftrainer in der Primera División bereits beendet, weil der Verein sich aus der ersten Liga zurückzog. 
In der Saison 1990/91 führte er den Absteiger Atlante zur Meisterschaft in der Segunda División und schaffte somit den direkten Wiederaufstieg. In der darauffolgenden Erstliga-Saison 1991/92 betreute er die Gallos Blancos Querétaro für die Dauer von zwanzig Spielen. Mit einer Bilanz von drei Siegen, sieben Remis und zehn Niederlagen wurde er nach der 0:3-Heimniederlage gegen Cruz Azul am 12. Januar 1992 durch Tomás Boy ersetzt. 

## Erfolge

### Als Spieler
- Mexikanischer Meister: 1974/75

### Als Trainer
- Mexikanischer Zweitligameister: 1990/91